# Тосканская лира
Тосканская лира (итал. Lira toscana) являлась денежной единицей Великого герцогства Тосканского до 1801 года и с 1814 по 1826 год, а также Королевства Этрурия в 1801—1807 годах. Она делилась на 20 сольдо, 1 сольдо делился на 3 кватрино или 12 денаро. Также существовали паоло, равный 40 кватрино, и франческоне, равный 10 паоло.
В 1826 году тосканская лира была заменена на Тосканский флорин, состоящий из 100 кватрино. Обмен совершался по курсу 1⅔ лиры = 1 флорин.

## Монеты
В конце XVIII века в обращении были медные монеты достоинством в 1 кватрино, 2 кватрино и 1 сольдо, биллоновые монеты достоинством в 10 кватрино, и серебряные монеты достоинством в ½ паоло, 1 паоло, 2паоло, 5 паоло и 10 паоло. В начале XIX века в обращение были введены медные монеты достоинством в ½ сольдо и 2 сольдо, а также серебряные монеты достоинством в 1 лиру и 10 лир.